# Chris Kavanagh
Chris Kavanagh (Manchester, 4 settembre 1985) è un arbitro di calcio inglese.

## Carriera
Kavanagh intraprende la carriera arbitrale nel 1998 e, dopo gli anni passati nelle serie minori inglesi, nel 2012 giunge alla National League. Due anni dopo, nel 2014 viene invece promosso alla English Football League, in cui arbitra fino al 2017, anno in cui viene promosso alla massima serie nazionale, la Premier League. Ad aprile di questo anno esordisce in massima divisione, dirigendo l'incontro tra West Bromwich e Southampton. Nel 2019, invece, diventa arbitro internazionale, affiliato a UEFA e FIFA.
In ambito nazionale, a maggio 2021 dirige la finale dei playoff della Football League Championship 2020-2021, Brentford-Brentford, mentre svolge il ruolo di VAR nella finale di FA Cup 2020-2021, Chelsea-Leicester City, diretta da Michael Oliver.
Il 25 febbraio 2024, invece, dirige la finale della English Football League Cup 2023-2024 tra Chelsea e Liverpool.